# Giardino botanico di Brooklyn
Il giardino botanico di Brooklyn (in lingua inglese: Brooklyn Botanic Garden) è un giardino botanico situato nel distretto di Brooklyn, a New York. Fondato nel 1910 e situato nel quartiere di Prospect Park, questo giardino di 52 acri (21 ettari) comprende una serie di giardini all'interno del giardino, collezioni di piante e il Conservatorio di Steinhardt. Quest'ultimo ospita il Cornelius Vander Starr Bonsai Museum, tre padiglioni di piante a tema, una casa di piante acquatiche in vetro e ghisa bianca e una galleria d'arte. Il giardino detiene oltre 14.000 taxa di piante e ogni anno conta più di 900.000 visitatori.